# Draft d'expansion NBA 1974
La draft d'expansion NBA de 1974 est le sixième projet d'expansion de la National Basketball Association (NBA), avant le début de la saison 1974-1975. Elle s'est tenue le 20 mai 1974, pour permettre au Jazz de La Nouvelle-Orléans de sélectionner 14 joueurs non protégés par les autres franchises, afin de débuter la saison.
Le Jazz a déménagé à Salt Lake City en 1979 et est actuellement connu sous le nom de Jazz de l'Utah. Dans cette draft d’expansion, les nouvelles équipes de la NBA sont autorisées à acquérir des joueurs des équipes déjà établies dans la ligue. Tous les joueurs d’une équipe existante ne sont pas disponibles lors d’une draft d’expansion, puisque chaque équipe peut protéger un certain nombre de joueurs pour la sélection. Pour cette occasion, chacune des dix-sept autres franchises de la NBA avait protégé sept joueurs de leur effectif. La sélection s'est poursuivie jusqu'à ce que le Jazz ait sélectionné dix-sept joueurs non protégés, un joueur de chaque franchise.
Le Jazz a été formé et possédé par un groupe dirigé par Fred Rosenfeld et Sam Battistone,. L’ancien entraîneur de basket-ball universitaire Scotty Robertson a été embauché comme premier entraîneur de la franchise et Elgin Baylor, onze fois All-Star, a été nommé entraîneur adjoint. Les sélections du Jazz comprennent les multiples All-Star, Walt Bellamy, Bob Kauffman et John Block. Cependant, aucun d’entre eux n’a eu une longue carrière avec le Jazz puisque Bellamy, qui avait 35 ans, a été libéré après un match puis Kauffman et Block ont été échangés. Avant la draft, le Jazz a fait un échange avec les Hawks d'Atlanta qui a amené le All-Star Pete Maravich au Jazz. En échange de Maravich, le Jazz a envoyé Bob Kauffman et Dean Meminge,. Dix joueurs de la draft d'expansion se sont joints au Jazz pour leur saison inaugurale, mais seulement trois ont joué plus d’une saison pour l’équipe.

## Sélections
| ^ | Signale un joueur qui a été intronisé au Basketball Hall of Fame                        |
| + | Signale un joueur qui a été sélectionné pour au moins un match annuel NBA All-Star Game |

| Joueur         | Poste             | Nationalité | Équipe précédente          | Années d'expérience en NBA | Saisons avec la franchise | Réf.   |
| -------------- | ----------------- | ----------- | -------------------------- | -------------------------- | ------------------------- | ------ |
| Dennis Awtrey  | Pivot             | États-Unis  | Bulls de Chicago           | 4                          | —                         | [ 7 ]  |
| Jim Barnett    | Arrière Ailier    | États-Unis  | Warriors de Golden State   | 8                          | 1974-1975                 | [ 8 ]  |
| Walt Bellamy^  | Pivot             | États-Unis  | Hawks d'Atlanta            | 13                         | 1974                      | [ 9 ]  |
| John Block+    | Ailier fort Pivot | États-Unis  | Kings de Kansas City-Omaha | 8                          | 1974                      | [ 10 ] |
| Barry Clemens  | Ailier fort       | États-Unis  | Cavaliers de Cleveland     | 9                          | —                         | [ 11 ] |
| E.C. Coleman   | Ailier fort       | États-Unis  | Rockets de Houston         | 1                          | 1974-1977                 | [ 12 ] |
| Lamar Green    | Ailier fort Pivot | États-Unis  | Suns de Phoenix            | 5                          | 1974                      | [ 13 ] |
| Nate Hawthorne | Arrière           | États-Unis  | Lakers de Los Angeles      | 1                          | —                         | [ 14 ] |
| Ollie Johnson  | Ailier            | États-Unis  | Trail Blazers de Portland  | 2                          | 1974-1975                 | [ 15 ] |
| Bob Kauffman+  | Ailier fort Pivot | États-Unis  | Braves de Buffalo          | 6                          | —                         | [ 16 ] |
| Toby Kimball   | Ailier fort Pivot | États-Unis  | 76ers de Philadelphie      | 8                          | 1974                      | [ 17 ] |
| Steve Kuberski | Ailier fort Pivot | États-Unis  | Celtics de Boston          | 5                          | —                         | [ 18 ] |
| Stu Lantz      | Meneur Arrière    | États-Unis  | Pistons de Détroit         | 6                          | 1974                      | [ 19 ] |
| Dean Meminger  | Meneur            | États-Unis  | Knicks de New York         | 3                          | —                         | [ 20 ] |
| Louie Nelson   | Meneur Arrière    | États-Unis  | Bullets de Washington      | 1                          | 1974-1976                 | [ 21 ] |
| Curtis Perry   | Ailier fort       | États-Unis  | Bucks de Milwaukee         | 4                          | —                         | [ 22 ] |
| Bud Stallworth | Arrière Ailier    | États-Unis  | SuperSonics de Seattle     | 2                          | 1974-1977                 | [ 23 ] |